# Steaua fără nume (film din 1966)
Steaua fără nume (în franceză Mona, l'étoile sans nom) este un film coproducție româno-franceză din 1966 regizat de Henri Colpi. Ecranizare după piesa "Steaua fără nume" de Mihail Sebastian. Este un film de dragoste, comedie lirică
Versiunea franceză cuprinde în plus față de cea română menționarea ca autor al dialogurilor a lui François Billetdoux.
Rolurile principale au fost interpretate de actorii Marina Vlady - Mona, Claude Rich - profesorul Marin Miroiu, Cristea Avram - Grig, amantul Monei, Grigore Vasiliu-Birlic - profesorul Udrea, Marcel Anghelescu - șeful de gară. 

## Rezumat
Într-un orășel liniștit de pe Valea Prahovei și în viața unui profesor de matematici și astronomie, descinde pentru o noapte, ca de pe o altă planetă, o femeie strălucitoare, ce-și permite o scurtă evadare din lumea luxului și plăcerii. După plecarea ei, totul revine la normal, doar pe cer și pe hărțile astronomice a apărut o constelație care-i poartă numele.

## Distribuție
- Marina Vlady — Mona, o necunoscută coborâtă din tren într-o gară de pe Valea Prahovei
- Claude Rich — Marin Miroiu, profesor de matematică și astronomie
- Cristea Avram — Grig, om de afaceri bucureștean, iubitul Monei
- Grigore Vasiliu Birlic — Radu Udrea, profesor de muzică, prieten cu Miroiu
- Eugenia Popovici — domnișoara Cucu, profesoara de științe fizico-chimice
- Marcel Anghelescu — Ispas, șeful gării
- Franz Keller — Ichim, magazionerul gării (menționat Franz Kaller)
- Mișu Fotino — controlorul de tren (menționat Mihai Fotino)
- Alinta Ciurdăreanu — Eleonora Zamfirescu, eleva din cursul superior venită la gară
- Emil Bozdogescu — țăranul care vrea să cumpere un bilet de tren
- Nely Nicolau Ștefănescu — doamna Grigorescu, soacra judecătorului
- Ovid Teodorescu — Pascu, proprietarul magazinului universal
- Marcel Enescu — judecătorul
- Kitty Gheorghiu Mușatescu — doamna Voinea, profesoară de științe naturale
- Aurora Șotropa (menționată Aurelia Șotropa)
- Dorina Done —
- Jana Gorea — soția șefului gării
- Tudorel Popa — proprietarul cinematografului local
- Eveline Gruia
- Zoe Anghel Stanca (menționată Zoe Anghel)
- Florica Molin
- Mihai Constantinescu
- Anca Pandrea
- Elena Lupașcu

### Dublaj de voce
- Ștefan Tapalagă — Marin Miroiu (menționat Ștefan Tăpălagă)
- Dana Comnea — Mona

## Primire
Filmul a fost vizionat de 2.136.702 de spectatori la cinematografele din România, după cum atestă o situație a numărului de spectatori înregistrat de filmele românești de la data premierei și până la data de 31 decembrie 2014 alcătuită de Centrul Național al Cinematografiei.